# Toxoplasma (Album)
Toxoplasma ist das 1983 erschienene Debütalbum der deutschen Hardcore-Punk-Band Toxoplasma.

## Entstehung und Veröffentlichungen
Toxoplasma nahmen 1981 das Demo Toxo-Plasma auf, durch das Karl Walterbach, der Eigentümer der Plattenfirma Aggressive Rockproduktionen (AGR), auf sie aufmerksam wurde. Die Gruppe beteiligte sich 1982 an dem Sampler Underground Hits 1 und nahm ein Jahr später ihr selbstbetiteltes Debütalbum im Music Lab Berlin von Harris Johns auf. Das Mastering fand im Studio Nord Bremen statt. Vom Demo wurden die Titel Pass Dich An, 1981, Teenagefrust, Heile Welt, Ordinäre Liebe, Führer und Wir Warten übernommen. Nach Darstellung von Wally Walldorf kam es aufgrund der mangelnden Professionalität der Band während der Produktion zu Konflikten mit Walterbach. Die Platte wurde im April 1983 durch den Boots-Vertrieb unter der Seriennummer AG 0017 auf den Markt gebracht. Sie erreichte einigen Schätzungen zufolge fünfstellige Verkaufswerte. Kurz nach der Veröffentlichung tourten Toxoplasma mit den Bad Brains.
Im Laufe der Jahre erschienen mehrere Neuauflagen des Albums. Ab 2004 enthielten diese die Bonustitel Arschlecker, Psychoanalyse, Bunker Party und Noch Mehr Orden, auf der CD-Fassung aus dem Jahr 2004 wurde außerdem ein Video zu S.O.S. angeboten.
Das Lied Asozial ist in einer Neueinspielung auf der LP Monsters of Bullshit (1990) zu hören.
Das Cover ziert ein schwarz-weiß-Foto von vier Polizisten in der Ausrüstung eines Spezialeinsatzkommandos. Sie sind dabei nur im Umriss zu sehen. An der oberen Bildkante ist der Bandname in gelben Großbuchstaben dargestellt.

## Titelliste
1. Vakuum – 2:00
2. S.O.S. – 1:35
3. Stefan's – 2:05
4. 1981 – 1:35
5. Ordinäre Liebe – 1:40
6. Träumer – 2:05
7. Asozial – 2:15
8. Führer – 1:45
9. Polizeistaat – 2:00
10. Pass Dich An – 1:20
11. Danke – 1:20
12. Teenage Frust – 1:20
13. Heile Welt – 1:30
14. Hardrockgerät – 2:00
15. Weltverbesserer – 1:15
16. Wir Warten – 4:05

## Musik und Texte
Die Stücke des Albums sind riffbetont, einfach strukturiert und überwiegend im schnellen Tempo eingespielt. Geschwindigkeitswechsel wurden jedoch stellenweise verwendet.
Die Texte sind größtenteils gesellschaftskritisch und polemisch gehalten, es werden u. a. das Staatswesen (1981), die Polizei (Polizeistaat), die Bedrohung durch Kernwaffen (Wir warten), Geldgier (Heile Welt) und die Springer-Presse (Asozial) kritisiert. Danke ist eine Coverversion von Danke für diesen guten Morgen mit jedoch deutlich abgewandeltem Text. In Vakuum betrachtet hingegen ein durch Drogen abgestumpftes lyrisches Ich seine Umgebung. Ordinäre Liebe ist aus der Sicht eines Masochisten geschrieben. In Teenage Frust werden die Erfahrungen eines Aknekranken thematisiert.
Außer einigen englischen Phrasen sind die Texte durchgehend in deutscher Sprache abgefasst.

## Rezeption
Im Ox-Magazin wurde das Album rückblickend als „Deutschpunk-Klassiker“ und eine der „wichtigsten deutschen Punk-Platten dieser Zeit“ bewertet, die „schnell Kultstatus erlangte und Maßstäbe setzte“ und „bis heute kaum etwas an Aktualität und Relevanz eingebüßt hat“.
Florian Stoffelen vom Tough Magazine bezeichnete die LP als „Meisterwerk“ und bescheinigte der Gruppe, mit dem Album „Musikgeschichte geschrieben zu haben“.
Die Bewertung bei Discogs für alle Versionen liegt bei 4,66 von 5 Punkten, bezogen auf 212 Kritiken.
Im Portal Rate Your Music erreicht das Album anhand von 70 Einträgen eine Bewertung von 3,55 von 5 Punkten.